# Homeomorfisme local
En matemàtiques, i més específicament en topologia i àrees relacionades, un homeomorfisme local és un tipus especial d'aplicació entre espais topològics, que en preserva l'estructura local. Més precisament, és una aplicació que restringida a oberts prou petits és un homeomorfisme.
Els homeomorfismes locals són molt importants en geometria diferencial i en topologia algebraica, perquè són un concepte més general que inclou tant els difeomorfismes locals com els revestiments, i per la seva relació amb la teoria de feixos.

## Definició
Siguin X i Y espais topològics. Una aplicació f: X → Y és un homeomorfisme local quan, per a cada punt x ∈ X, existeix un conjunt obert U contenint x tal que f(U) és un conjunt obert de Y i l'aplicació restringida f|U: U → f(U) és un homeomorfisme.

## Exemples
- Si X i Y són varietats diferenciables i f: X → Y és un difeomorfisme local, llavors és un homeomorfisme local.

- Un homeomorfisme és un homeomorfisme local, però el recíproc no és cert, ja que un homeomorfisme local no té per què ser injectiu ni suprajectiu.

- L'aplicació exponencial f: C → C, definida per f(z) = exp(z), és un homeomorfisme local (de fet, és un difeomorfisme local) que no és un homeomorfisme global, ja que no és injectiva (perquè f(z)=f(z+2kπi) per a k enter) ni suprajectiva (el punt zero no és un valor de la funció).

- Si escrivim C* = C-{0}, l'aplicació f: C* → C*, definida per f(z) = zn, on n és un enter estrictament positiu, és un homeomorfisme local; només quan n=1 és un homeomorfisme, ja que altrament no és injectiva.

- L'aplicació f: R → S1 definida per f(t) = exp(2πit) (considerant S1 ⊆ C) és un homeomorfisme local no injectiu.

- Si X és un espai topològic i A n'és un subconjunt, la inclusió A → X és un homeomorfisme local sii A és obert.

- Més generalment, si f: X → Y és un homeomorfisme local i A ⊆ X és obert, llavors la restricció f|A: A → Y també és un homeomorfisme local.

- Un revestiment és un homeomorfisme local suprajectiu, però el recíproc no és cert.

## Propietats
La composició d'homeomorfismes locals és un homeomorfisme local.
Un homeomorfisme local és una aplicació contínua i oberta.
Si f: X → Y és un homeomorfisme local injectiu, llavors la bijecció induïda X → f(X) és un homeomorfisme. En particular, un homeomorfisme local bijectiu és un homeomorfisme.